# Francisco de Ulloa
Pour les articles homonymes, voir Ulloa (homonymie).
Francisco de Ulloa, mort en 1540 en Nouvelle-Espagne, est un explorateur espagnol au service d'Hernán Cortés, capitaine général de la Nouvelle-Espagne de 1521 à 1541.
Il est surtout connu pour le voyage d'exploration qu'il a effectué en 1539-1540 dans le golfe de Californie, étant le premier Européen à atteindre l'embouchure du Colorado.

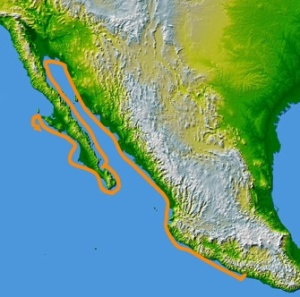
Tracé du voyage de Francisco de Ulloa au départ de Navidad (Acapulco) le long de la côte occidentale du Mexique (1539).

## Biographie

### Débuts auprès de Cortés
On ne sait pas si Ulloa était présent dès le départ (février 1519) dans l'expédition de Cortés vers le Mexique. 
Selon Bernal Díaz del Castillo, il est arrivé plus tard, apportant à Cortés des lettres de son épouse. Selon certains historiens, Ulloa a participé au siège de Tenochtitlan (mai-août 1521), la capitale aztèque, par un appui naval.
Il est certain en revanche qu'il participe à la troisième expédition de Cortés vers la Californie en 1535-1536.

### L'expédition vers la Californie (1539-1540)
En 1539, Cortés organise sa quatrième expédition vers la Californie, avec une escadre de trois navires, financée sur ses fonds personnels. Il s'agit d'explorer le golfe de Californie, alors à peine connu, les précédentes expéditions n'ayant pas dépassé le sud de la péninsule, avec l'espoir de trouver le mythique détroit d'Anián menant jusqu'au golfe du Saint-Laurent, c'est-à-dire un passage du Nord-Ouest. 
L'expédition part le 8 juillet d'Acapulco et atteint l'entrée du golfe de Californie six semaines plus tard. Ulloa le nomme « Mer de Cortés » en l'honneur de son commanditaire. Lorsqu'un de ses navires est perdu dans une tempête, Ulloa fait une pause pour réparer les deux autres puis reprend son voyage le 12 septembre pour atteindre finalement le fond du golfe, marqué par l'embouchure du fleuve Colorado. Les formalités de prise de possession ont lieu dans les règles.
Ne trouvant pas le détroit d'Anián, Ulloa remet le cap au sud le long de la côte orientale de la péninsule de Basse-Californie pour aborder à la baie de La Paz. Après s'être approvisionné en bois et en eau, Ulloa contourne l'extrémité de la péninsule avec grande difficulté et navigue de nouveau vers le nord, mais dans l'océan Pacifique. 
Ses deux vaisseaux sont ralentis par les vents et les mers agitées qu'ils rencontrent, ce qui contraint Ulloa à retourner vers la Nouvelle-Espagne, après avoir atteint le 28e degré Nord, près de l'Île de Cedros.
Selon Díaz del Castillo, Ulloa a été poignardé à mort par un marin après son retour en 1540. Selon d'autres sources, son navire s'est perdu sans laisser de trace au cours de son retour de la Basse-Californie.[pas clair]
Bien que ses découvertes aient accrédité l'idée que la Basse-Californie soit une péninsule, ses récits furent utilisés pour créer des cartes qui décrivaient la Californie comme une île. 